# Eucharideae
Eucharideae, biljni tribus iz porodice zvanikovki. Sastoji se od 7 rodovaa i jednog hibridnog lukovičastih geofita raširenih gotovo isključivo po Južnoj Americi osim jedne izimke, vrste Urceolina bouchei iz Kostarike, Gvatemale i Paname.
Tribus je dobio ime po rodu euharis (Eucharis), što je sinonim roda Urceolina.

## Rodovi
1. Plagiolirion Baker (1 sp.)
2. Caliphruria Herb. (3 spp.)
3. ×Calicharis Meerow
4. Eucharis Planch. & Linden (18 spp.)
5. Mathieua Klotzsch (1 sp.)
6. Stenomesson Herb. (19 spp.)
7. Urceolina Rchb. (8 spp.)
8. Eucrosia Ker Gawl. (6 spp.)